# Херта Лајпајк
Херта Лајпајк (29. јануар 1921 — 17. јануар 2008) је била естонска књижевница.

## Биографија
Херта Лејлиа Лајпајк (од 1943. Херта Л. Рума, од 1955. Херта Л. Корнев) рођена је 29. јануара 1921. године у округу Валга, у јужној Естонији. Ишла је у основну и средњу школу у Тирви (1928–1940), а касније је наставила школовање на Медицинском факултету Универзитета у Тартуу (1940–1943). 
Како су се руске и њемачке војске смјењивале у инвазији на Естонију током Другог свјетског рата, постало је јасно да Херта не може да заврши факултет. Иако није стекла докторску диплому, медицинска обука коју је стекла омогућила јој је да ради као медицинска сестра и издржава своју породицу; њеног оца је убила руска војска.
Током 1940-их година, Херта Лајпајк је започела своју књижевну каријеру, пишући чланке и кратке приче за неколико великих естонских новина ("Postimees," "Eesti Sõna," "Õhtuleht").
Септембра 1944. године др Ендел Рума, Хертин први муж, побјегао је из Естоније у Шведску да би избјегао руску окупацију. Херта, која је тада била са дјететом, није жељела да ризикује тај опасан пут и остала је у Естонији. То је окончало њихов несрећни брак. У марту 1945. године родила им се ћерка Катрин.
Године 1949. Хертин партнер и будући супруг др Николај Корнев је депортован у Сибир, Краснојарски крај. Херта га је добровољно пратила у Сибир са својом ћерком Катрин годину дана касније. Од 1950. до 1953. године радила је у болници у селу Раздолноје у Русији.
Након Стаљинове смрти 1953. године, Совјети су дозволили депортованим затвореницима да се врате у своје домовине, и породица се вратила у Естонију. Населили су се у малом граду Каркси-Нуја, гдје је др. Корнев је радио као породични љекар, а Херта Лајпајк је писала чланке и приче за локалне новине, истовремено одгајајући њихову другу ћерку Рину, која је рођена 1958. године.
Године 1964. породица се преселила у Талин, главни град Естоније, гдје је Херта Лајпајк наставила да пише кратке приче, радио-драме и литературу за дјецу. Радила је своје дневне послове у Националној библиотеци Естоније и касније у Естонском позоришном и музичком музеју као библиотекар, све док није постала професионални писац 1977. године.

## Књижевни рад
Током своје дуге књижевне каријере, Херта Лајпајк је писала књиге у много различитих жанрова: фантазија, укључујући народне хороре, детективе, кратке приче, драме итд.
Од њеног ранијег стваралаштва издвајају се приповјетке Собарица (Teenijatüdruk Kärt, 1944), Глорија Деј (1966) и Ропска стијена (Orjakivi, 1966). Али Лајпајк је стекла праву наклоност читалаца својим причама на тему Сибира. Оне су писане са историјском прецизношћу, често приказујући живот естонаца депортованих у Сибир послије Другог свјетског рата, на примјер, романи Са сребрном звијездом у тајги (Hõbetähega taigas, 1958), Крај реке Ангара. Године 1950 (Angaraa ääres. Anno 1950, 1992), и збирка приповједака Усамљени чамац на реци Јенисеј (Üksik paat Jenisseil, 1966). Описи ових мрачних дана показују да аутор није имао илузија о људској изопачености. Међутим, заједничка тема ових прича је вјера у људску доброту, унутрашњу слободу и потрагу за разумијевањем.
Године 1977. Херта Лајпајк је објавила збирку детективских прича под називом Дух у музичкој соби. Загонетка др Валака (Kummitus muusikatoas. Doktor Vallaku mõistatus). Сматра се да ова књига припада класицима естонских детективских прича,  а ауторку су понекад називали и Естонком Агатом Кристи.
Најпопуларније књиге Херте Лајпајк су збирке прича налик на легенде Коврџава бреза (Maarjakask, 1983), Кишно зло (Kurjasadu, 1987) и Гробарове приче (Hauakaevaja lood, 1991) написане у етно-хорор жанру, гдје аутор користи исечке народног наслеђа из Јужне Естоније. Ликови ових прича су духовита створења са мрачне стране, људи мистичног поријекла и натприродних моћи, духови и вјештице.
Андрус Орг пише: „Естонска хорор фикција заиста обухвата и технике из англо-америчког жанровског хорора (Баркер, Вангонен) и импулсе из локалне народне традиције (Ансомарди, Јајк, Лајпајк, Орлау, Рејнаус, Кивирут, итд.), хорор фантастика је практично непостојећи жанр у совјетско доба јер се сматра ... идеолошки страним (Лајпајк је изузетак у жанру етно-хорор фантастике)“. Књиге Коврџава бреза и Кишно зло стављају Херту Лајпајк на врх естонског етно-хорор жанра.
Други аутор, естонски стручњак за фантастичну фантастику и творац неколико антологија, Раул Сулби сматра Лајпајкову оснивачем етно-хорора у Естонији. Ове приче, написане на старом естонском регионалном језику, које осликавају древне естонске традиције и вјеровања, и данас плијене умове и срца читалаца.
Године 1980. до 2000. биле су најпродуктивније у књижевној каријери Херте Лајпајк. Поред наведених књига, написала је романе Страх (Pelg, 1993), Чудовиште са псећим лицем (Koerakoonlane, 1993), Бисери умиру полако (Pärlid surevad pikkamisi, 1993), Пут црног опала (Musta Opaali Rada, 1996), Шут сопствене куће (Oma koja narr, 1998) и Ода вечерњој хаљини од шљокица (Ood litrilisele õhtukleidile, 1999).
Посљедња књига Херте Лајпајк били су мемоари из Другог свјетског рата, звона вјетрова (Tuulekellad, 2000), за шта је добила престижну Tammsaare Novel Award.
Та књига је преведена на енглески (преводилац Вирве Мартин) и објављена је 2006. године.
Херта Лајпајк је 2001. године одликована Орденом Бијеле звијезде (Valgetähe teenetemärk), 5. класе, као признање за животно дело.

## Изабрана дјела

### Романи
- 1958 - "Hõbetähega taigas" (Са Сребрном звијездом у тајги)[6]
- 1982 - "Professor Lillepooli kroonika" (Хроника професора Липула)[7]
- 1986 - "Hallid Luiged" (Сиви лабудови)[8]
- 1991 - "Vagajutt vaskraamatust" (Побожна прича из бакарне књиге)[9]
- 1992 - "Angaraa ääres. Anno 1950" (Поред ријеке Ангара. Година 1950)[10]
- 1993 - "Pelg" (Страх)[11]
- 1993 - "Koerakoonlane" (Чудовиште са псећим лицем)[12]
- 1993 - "Pärlid surevad pikkamisi" (Бисери умиру полако)[13]
- 1996 - "Musta opaali rada" (Пут црног опала)[14]
- 1998 - "Oma koja narr" (Шака из сопствене куће)[15]
- 1999 - "Ood litrilisele õhtukleidile" (Ода вечерњој хаљини са шљокицама)[16]
- 2000 - "Tuulekellad" (Звона вјетра)[17]
- 2006 - "Wind Chimes" (превод на енглески језик)

### Збирке приповјетки
- 1966 - "Üksik paat Jenisseil" (Усамљени чамац на реци Јенисеј)[18]
- 1977 - "Kummitus muusikatoas. Doktor Vallaku mõistatus" (Дух у музичкој соби. Загонетка др. Валака)[19]
- 1983 - "Maarjakask" (Коврџава бреза)[20]
- 1987, 2006 - "Kurjasadu" (Киша зла)[21]
- 1990 - "Pipratoosi tondid" (Духови у зрну бибера)[22]
- 1991 - "Hauakaevaja lood" (Гробарове приче)[23]
- 1994 - "Ilutüdruku lilled" (Куртизанино цвеће)[24]

### Одабрана издања
- 1944 - "Teenijatüdruk Kärt" (Собарица)
- 1966 - "Gloria Dei" (Глорија Деј)
- 1966 - "Orjakivi" (Ропска стијена)
- 1968 - "Kalmetimäe tamm" (Храст Калметимае)
- 1968 - "Hiiglane seedripuu ja tilluke vöötorav" (Џиновски кедар и сићушна вјеверица)
- 1969 - "Põtrade rohupudel" (Мојсијева боца за лијек)
- 1983 - "Toonekägu" (Кукавица смрти)
- 1987 - "Lättepiiga" (Прољећна слушкиња)
- 1990 - "Kooliraha" (Школарина)
- 1990 - "Nõiavits" (Чаробни штапић)
- 1995 - "Kiri tütrele, iseendale ... ja jumalale" (Писмо мојој кћери, себи ... и Богу)